# Felipe San Epifanio
Felipe San Epifanio San Pedro, también conocido por el sobrenombre de Pipe, es un político y terrorista español que estuvo integrado en el comando Barcelona de la banda Euskadi Ta Askatasuna, con el que cometió atentados y asesinatos, por los que sería condenado a más de doscientos años de cárcel.

## Biografía

### Herri Batasuna ycomando Mugarri
San Epifanio fue diputado en el Parlamento Vasco con Herri Batasuna entre 1987 y 1990, y también miembro de la mesa nacional del partido, como liberado. Había llegado al partido abertzale desde otro conocido como Herri Alderdi Sozialista Iraultzailea (HASI por sus siglas en euskera; puede traducirse al castellano como Partido Popular Socialista Revolucionario), en la década de 1990. Compaginaba su trabajo en el partido con la tarea de captar a terroristas para el comando Mugarri de la banda Euskadi Ta Askatasuna (ETA) y ordenar atentados. Ya de antes se le acusaba de haber prestado asistencia y armas a algún comando. En 1992, Baltasar Garzón, a la sazón juez de la Audiencia Nacional, lo procesó, acusándolo de brindar a la dirección de ETA información sobre Daniel Vega, gobernador civil de la provincia de Vizcaya, para que se perpetrase un atentado contra él.

### Comando Barcelona
El comando Barcelona fue desarticulado en 1991, después del atentado contra la casa cuartel de Vich. Dos de las personas que lo integraban entonces, Juan Carlos Monteagudo y su número dos, Juan Félix Erezuma, se enzarzaron en un tiroteo con la Guardia Civil en la localidad de Llissá de Munt. Monteagudo murió en el momento, mientras que Erezuma, que por entonces era número dos, fallecería más tarde en el hospital a causa de las heridas.
Fue entonces cuando San Epifanio se puso al frente de un grupo que renovaría el comando Barcelona y que le daría cierta estabilidad.  San Epifanio, de hecho, llegó a ser jefe de un comando Barcelona ya estable con él, Dolores López Resino, Gregorio Vicario Setién y Rosario Ezquerra Pérez de Nanclares entre las filas. Con esta última, cometió en 1994 el asesinato del coronel Leopoldo García Campo. La Audiencia Nacional, después de que la policía encontrase sus huellas en la escena del crimen, lo condenaría en 1997 a 41 años de cárcel por ese asesinato.
Tras la reestructuración que acometió la banda entre 1993 y 1994, el de Barcelona se mantenía, junto con dos asentados en el País Vasco y uno en Madrid, como uno de los cuatro activos que tenía la banda. De hecho, dado que la cúpula de la banda había caído al ser detenidos en la localidad francesa de Bidart los dirigentes José Luis Álvarez Santacristina, José Javier Zabaleta Elósegui, Francisco Múgica Garmendia y José María Arregi Erostarbe, San Epifanio escaló en la estructura y ejerció funciones de mayor responsabilidad. En 1994, intentó, sin éxito, asesinar a cuatro policías, una acción por la que sería condenado más tarde a dieciocho años de cárcel. Ese mismo año, fue responsable también del atentado que el comando llevó a cabo contra el Gobierno Militar de Barcelona, al que arrojó varias granadas que provocaron la muerte de un civil y dejaron varios heridos.

### Prisión y puesta en libertad
Pocos días después del atentado contra el Gobierno Militar de la capital catalana, el 29 de abril de 1994, San Epifanio fue detenido, y el resto de miembros del comando Barcelona huyó, por lo que quedó desarticulado. Hasta su detención en 1995, había estado a las órdenes de San Epifanio también Fernando Díez Torre, que antes había sido miembro del comando Ekaitz.
En total, y tras varios juicios diferentes, San Epifanio fue condenado a una pena acumulada de más de doscientos años de prisión. A raíz de la derogación de la doctrina Parot, salió de prisión en julio de 2017, habiendo cumplido veintitrés años en la cárcel. Sería nuevamente detenido, si bien durante apenas unas horas, en 2021, por su presunta relación con la preparación de recibimientos y homenajes a los presos de ETA que iban abandonando la cárcel.